# Ana María Arias
Ana María Arias (Argentina, 24 de julio de 1946) es una tenista chilena de los años 1970. Es la esposa del extenista chileno Jaime Pinto.
Compitió en categoría adulta en las décadas de 1960 y 1970, ganando dos títulos en dobles. Fue jugadora del equipo chileno de Fed Cup en 1974 con Michelle Boulle. De sus partidos en este torneo, cayó en cuatro. En 2012 fundó la Organización Damas Seniors Tenis Chile, la cual preside desde su inicio y compite en el Circuito Veterano de la Federación Internacional de Tenis.